# 비셔스글레어
비셔스글레어(Vicious Glare)는 대한민국의 하드코어 밴드이다. 민혁기(보컬, 베이스), 성재(기타), 최임영(드럼), 선우영호(기타), 이학의(베이스)로 구성되었다.

## 역사

### 결성
2005년 인조이트립핑의 기타리스트로 활동하던 성재가 자신이 만든 데모를 가지고 멤버를 모집하던 중 뜻이 맞는 그의 의동생 드러머 이황용과 밴드의 결성을 결심하게 되었고, 펑크밴드 그린헤드스트릿의 기타리스트 김윤호, 대구출신의 보컬 배두호(현 싱클레어), 대전출신의 베이시스트 정수환까지 다섯 남자가 만나 인생의 낙으로 하드코어를 하고 놀아보자는 의미로 결성하였다. 비셔스글레어는 서울을 중심으로 5명의 남자들이 만나 오직 하드코어를 하기 위해 2006년에 정식으로 결성되었다.

### 활동
전신인 Enjoy Trip-Ping의 해산 후 잔여 멤버들이 다시 밴드를 하기로 결심하여 현재에 이른다. 멤버로는 밴드의 정신적 지주 민혁기(vocal)와 리더 성재(guitar)를 중심으로 최임영(drum), 선우영호(guitar), 이학의(bass)가 있다. 이들은 밴드 유지를 위해 전문 분야의 직종에 종사하는 직장인들로서 상업적 성공보다는 함께 오랜 세월을 연주하며 즐기는 것에 의를 둔다.
2007년 본격적인 라이브를 시작하면서 하드코어의 밴드의 하나인 조니 로열(Johnny Royal)을 중심으로 결성된 IX CREW에 입단하였고, 라이브 활동과 레코딩, 직장생활을 병행했다. 2008년 2곡으로 이루어진 「Demo 2008」을 계기로 당시 밴드의 보컬 김주영의 도움을 받아 한국 하드코어/메탈 전문 레이블 GMC Records와 계약을 체결, 같은 해 1집 「Commencement」를 발매하였고, 한국 최초의 Melodic Emotional Oldschool Hardcore 밴드라는 평가를 받으며 데뷔했다. 2009년 김주영의 탈퇴로 베이시스트였던 민혁기가 보컬로 포지션을 변경, 2010년 1월 레코딩 엔지니어부터 녹음, 디자인, 프레싱까지 거의 모든 제작 과정을 밴드 스스로 해결 한 자체제작 EP 「Seoul City Hardcore」를 발매하고, 1집의 Melodic을 완전히 버리고 Machotic으로 음악적 변화를 시도한다.

## 구성원

### 현재
- 민혁기 - 보컬 (2008년~현재)
- 성재 - 기타 & 보컬 (2006년~현재)
- 최임영 - 드럼 (2012년~현재)
- 이학의 - 베이스 (2010년~현재)
- 선우영호 - 기타 (2009년~현재)

### 이전 멤버
- 배두호 - 보컬
- 김윤호 - 기타 & 보컬
- 정수환 - 베이스
- 김주영 - 보컬
- 이기봉 - 기타
- 양정모 - 베이스
- 이황룡 - 드럼

## 음반 목록

### 정규 앨범
- Commencement (2008년)

### 비정규 앨범
- Demo 2008 (2008년)
- Seoul City Hardcore (EP) (2010년)

## IX CREW
쟈니로얄을 주축으로 비셔스글레어·배드아이돌즈·분노폭발·블랙플랏·러스티벨·베이스먼트킬러와 같은 밴드들과 그외 하드코어 밴드·키드들의 모임 집단이다.